# Can Vinyals Paleolític
Can Vinyals Paleolític és un jaciment de Santa Perpètua de Mogoda, (Vallès Occidental), inclòs a l'Inventari  del Patrimoni Arqueològic i Paleontològic de Catalunya.
Es tracta d'un jaciment propi del Paleolític mitjà, que presenta característiques pròpies de l'horitzó mosterià.

## Situació geogràfica
Can Vinyals està situat a la banda nord de la carretera B.140 de Sabadell. El jaciment es troba als vessants fluvials.
Coordenades UTM: X: 430381.82 Y: 4598991.35. Altitud: 90 m.

## Història de les primeres troballes arqueològiques
Can Vinyals és un exemple de troballes fortuïtes i, com a tal, encara no s'ha dut a terme cap mena d'intervenció. De fet, com que el jaciment està ubicat en una zona d'explotació agropecuària, aquest està enterrat sota una capa de 2 metres de terra.

## Troballes
El material arqueològic extret és propi de l'horitzó mosterià i, actualment, està ubicat en el Museu Municipal de Santa Perpètua de la Mogoda i és escàs.